# Hugo Sotil
Hugo Alejandro Sotil Yerén (18. května 1949 Ica – 30. prosince 2024) byl peruánský fotbalista. Hrával v útoku nebo na pozici ofenzivního záložníka. Vynikal brilantní míčovou technikou, svůj talent však plně nevyužil vinou nedisciplinovanosti, která mu vynesla srovnávání s Georgem Bestem.
Narodil se v Ice v rodině s indiánskými kořeny a vyrůstal v chudinské čtvrti Limy. Začínal v klubu Deportivo Municipal, jemuž v roce 1968 pomohl k postupu do nejvyšší soutěže, když byl nejlepším druholigovým střelcem. V roce 1970 debutoval v reprezentaci a byl nominován na mistrovství světa ve fotbale 1970, kde Peruánci obsadili sedmé místo. V roce 1973 přestoupil do Barcelony, kde hrál jako první Jihoameričan s desítkou na dresu, vytvořil útočné duo s Johanem Cruijffem a přispěl k ligovému titulu Blaugranas v roce 1974. V letech 1973 a 1974 byl zvolen peruánským fotbalistou roku.
Byl v peruánském týmu, který vyhrál turnaj Copa América 1975. Barcelona nechtěla Sotila uvolnit, proto přijel až na finálový zápas proti Kolumbii, v němž vstřelil rozhodující branku. V té době však Sotil vypadl ze základní sestavy Barcelony; důvodem byl jak příchod Johana Neeskense (do soutěžního zápasu podle tehdejších pravidel mohli nastoupit pouze dva hráči, kteří neměli španělské občanství), tak i stále častější Sotilovy alkoholické excesy.
V roce 1977 se vrátil do vlasti a získal s klubem Alianza Lima titul v letech 1977 a 1978. Hrál na mistrovství světa ve fotbale 1978, avšak vinou zranění nepodal optimální výkon. Po šampionátu přestoupil do kolumbijského Independiente Medellín, končil v klubu Los Espartanos de Pacasmayo, s nímž získal v roce 1984 peruánský pohár.
Byl známý pod přezdívkou El Cholo (Míšenec). Režisér Bernardo Batievsky o něm v roce 1972 natočil stejnojmenný film, v němž hrál Sotil hlavní roli.